# Cirolana cristata
Cirolana cristata är en kräftdjursart som beskrevs av Bruce 1994. Cirolana cristata ingår i släktet Cirolana och familjen Cirolanidae. Inga underarter finns listade i Catalogue of Life.